# Hermandad de la Sagrada Mortaja (Écija)
Hermandad Sacramental de Nuestra Señora del Carmen, y Cofradía de Nazarenos del Santísimo Cristo de la Misericordia, Nuestro Padre Jesús Descendido de la Cruz en el Misterio de Su Sagrada Mortaja y María Santísima de la Piedad, conocida popularmente como "La Mortaja", es la segunda Cofradía más joven de la Semana Santa Astigitana. Es una Hermandad de penitencia, situada en Écija (Sevilla). Establecida canónicamente en Iglesia de la Limpia Concepción de Nuestra Señora. Su estación de penitencia la realiza en la tarde-noche del Viernes Santo, con un solo paso: la Sagrada Mortaja de Nuestro Señor Jesucristo.

## Historia

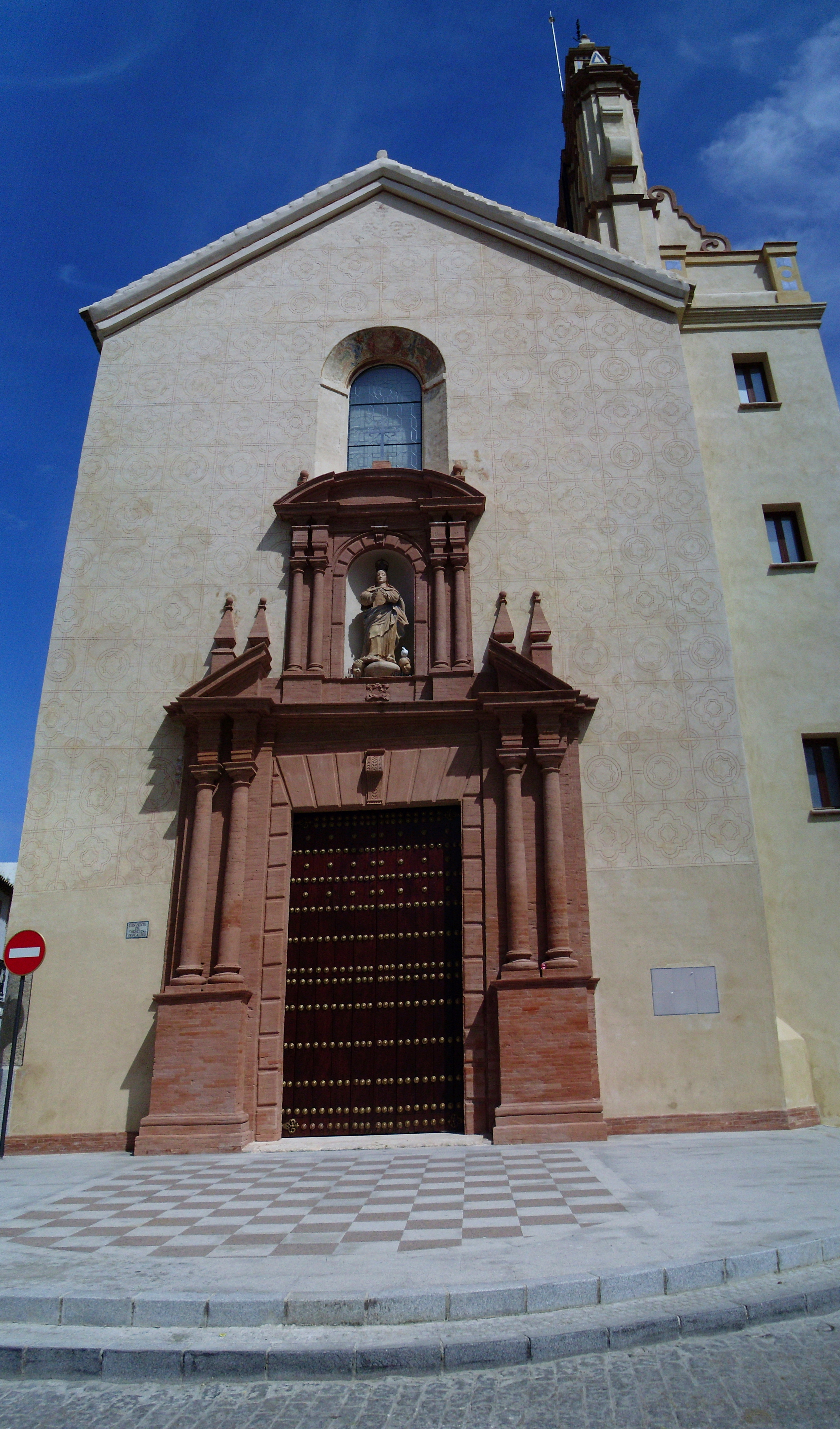
Iglesia de Los Descalzos restaurada.

Se fundó el 20 de febrero de 1989, en la Parroquia de Santa María Nuestra Señora de Écija, mientras veían un libro de Semana Santa de Sevilla el Sacristán de dicha Parroquia y un joven feligrés,  los cuales , trasladan la idea de fundar una Hermandad al Párroco Don Esteban Santos. A esta idea se une un grupo de jóvenes , con el reflejo de crear una Hermandad semejante a la Sagrada Mortaja de Sevilla, en la Iglesia de la Limpia Concepción de Nuestra Señora, “Los Descalzos”. Días más tarde, y a fin de dar a conocer el proyecto al pueblo ecijano, idearon celebrar durante la Semana Santa de 1.989, en la Iglesia de la Limpia Concepción de Nuestra Señora, un besapiés con las venerables Imágenes del Santísimo Cristo de la Misericordia y Nuestra Señora de los Dolores, a la cual se le renombraría más tarde María Santísima de la Piedad.
En el año 1990 se comenzó a tallar la imagen del Cristo Descendido, para comenzar el Misterio de la Sagrada Mortaja de Jesucristo. En ese mismo año, el 21 de julio, se aprueba por el decreto del Arzobispado de Sevilla, la Pro-Hermandad bajo el título de Agrupación Parroquial de la Sagrada Mortaja y María Santísima de la Piedad. El 19 de marzo de 1992 se aprueba por Fray Carlos Amigo Vallejo el título actual y las reglas de la Hermandad, siendo en este año cuando realiza su primera estación penitencial desde la Iglesia de Santa María, puesto que Los Descalzos se encontraba establecida la Parroquia del Carmen por las obras en dicho templo. Al año siguiente, en 1993, sale por primera y única vez desde Los Descalzos.
El 11 de marzo de 1994 vuelve a la Parroquia de Santa María por el estado ruinoso en el que se encuentra la Iglesia de Los Descalzos, por lo que en este año sale de dicha Parroquia. En 1995 se traslada a la Iglesia-Oratorio de San Felipe Neri, en la que fue su sede desde 1995 hasta 2008, en el que se vuelve a repetir el lamentable accidente: el tejado de dicha capilla se derrumba. Por 3.ª vez, vuelve a la Parroquia de Santa María hasta 2010, año en que se instala por definitivamente en Los Descalzos tras ser restaurada. Curiosamente la Hermandad desde 2011 a 2013 no ha podido realizar estación de penitencia debido a la lluvia. En 2014, cumpliendo el XXV Aniversario Fundacional, sale por segunda vez en la historia desde su templo fundacional.
En 2014, el Sagrario vuelve a tener función: Jesús Sacramentado regresa a la Iglesia de los Descalzos, el cual es Titular de la cofradía. En julio de 2015, Ntra. Sra. del Carmen se instala en la Iglesia de los Descalzos por primera vez, tras tener el permiso de trasladar hacia allí la imagen desde la Parroquia de Santa María. Con este hecho, la Hermandad Sacramental de la Sagrada Mortaja cumple uno de sus sueños: unificar todos los Titulares en su sede canónica original y actual, la Iglesia de los Descalzos .

## Reseña artística

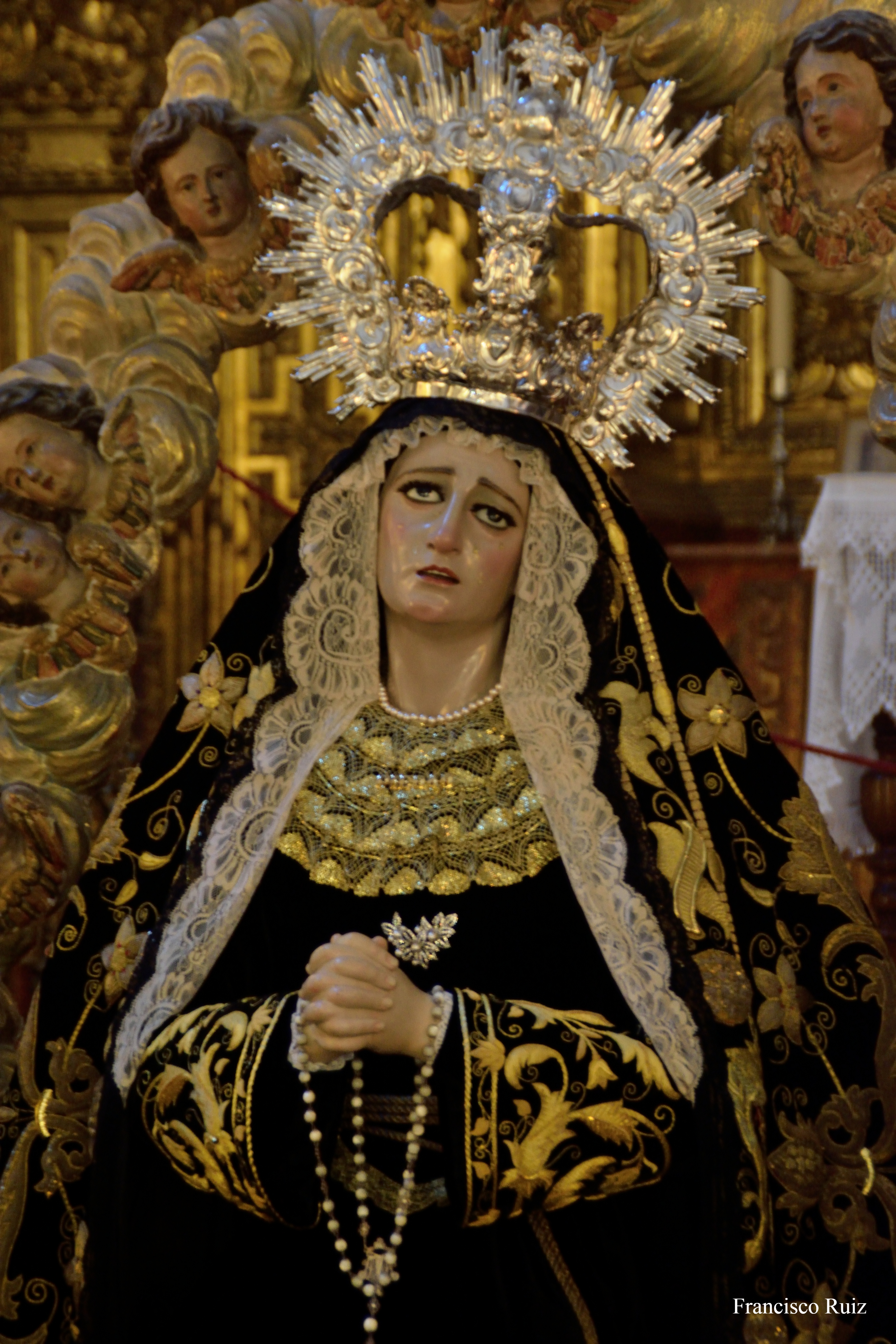
María Santísima de la Piedad

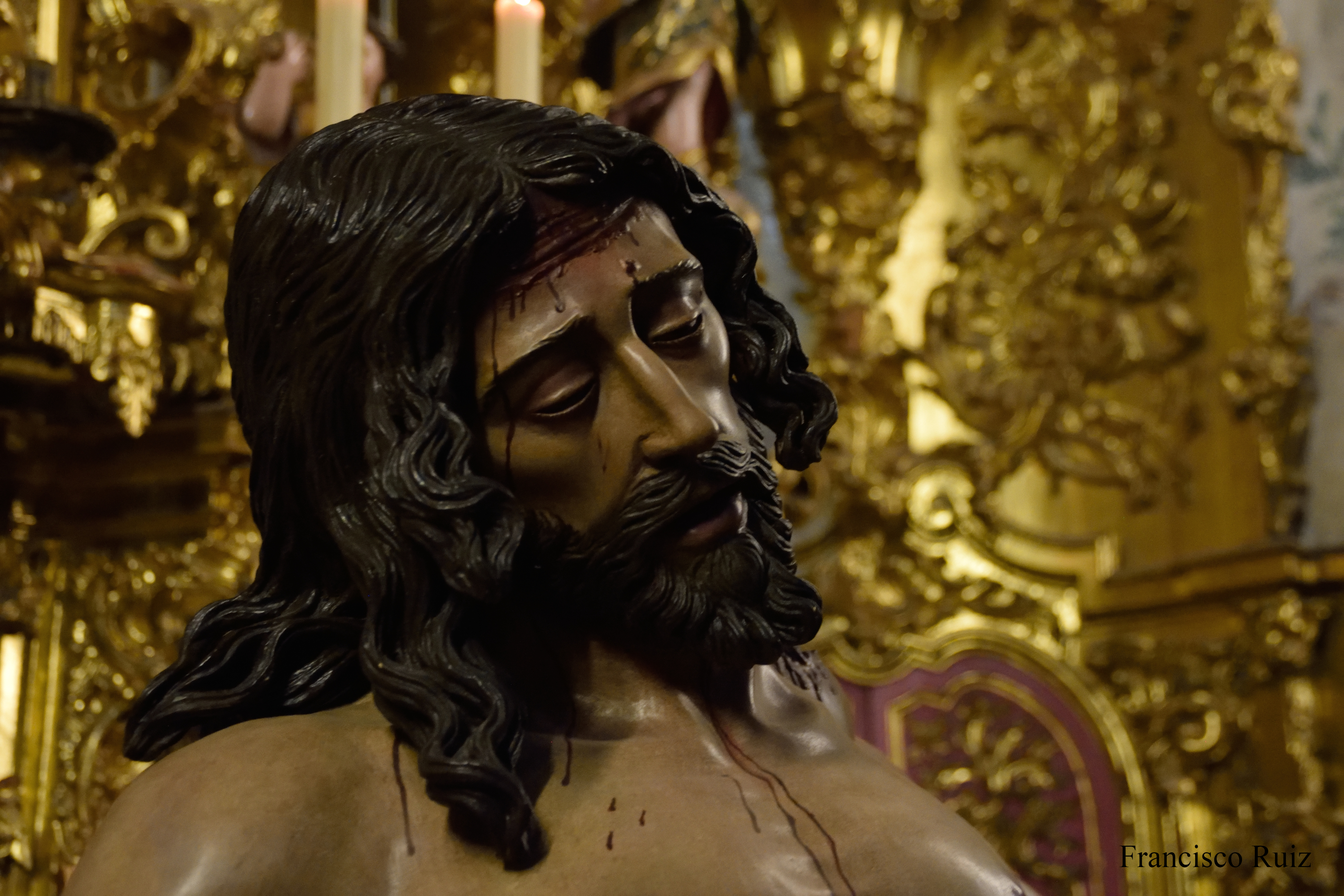
Ntro. Padre Jesús Descendido de la Cruz

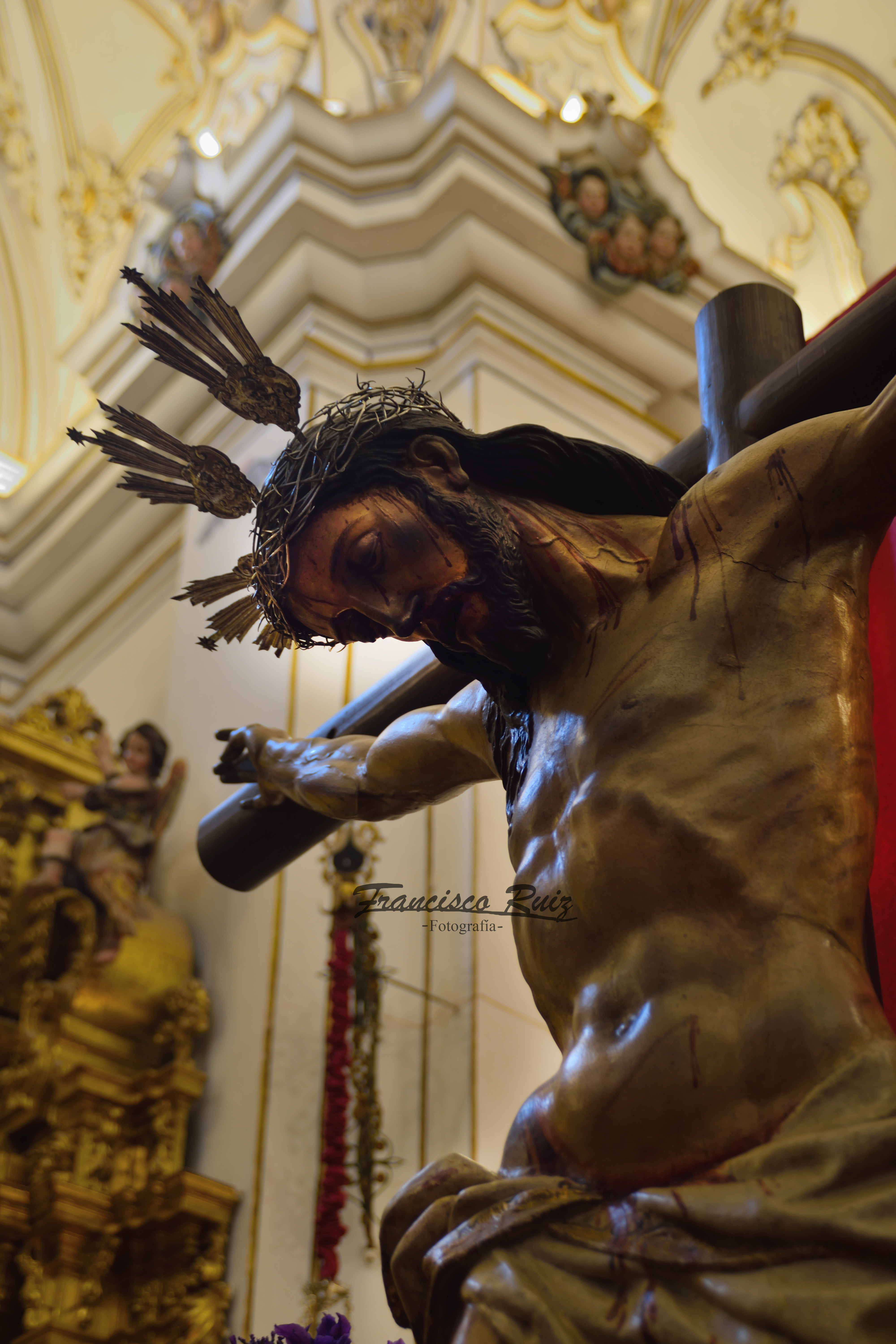
Santísimo Cristo de la Misericordia

El paso del Misterio de la Sagrada Mortaja de Nuestra Señor Jesucristo representa a Jesús Descendido de la Cruz, sobre una sábana blanca, obra de Manuel Ramos Corona en 1991, entregado a los brazos de su madre. La imagen de Nuestra Señora de la Piedad es talla anónima fechada entre 1763-1766, restaurada en 1991 por Ramos Corona, donde fueron sustituidas sus originales manos entrelazadas por otras abiertas y adaptadas a su nueva función sustentante. Fue nuevamente restaurada entre 2016 y 2017 por el ecijano Sergio Saldaña Jiménez.
La imagen de María Salomé fue Dolorosa perteneciente a la Hermandad de San Juan del siglo XVII, al igual que la imagen de María Cleofás, también Dolorosa perteneciente a dicha Hermandad, obra del imaginero jerezano José Marín (1955). La figura que representa a la imagen de San Juan Evangelista es del escultor sevillano Fernando Murciano Abad, en 1998. Así mismo este escultor esculpió las imágenes de José de Arimatea, María Magdalena y Nicodemo, en los años 2000, 2001 y 2003 respectivamente. Completa el paso una Cruz arbórea con dos escaleras y cuatro faroles de plata en las esquinas. Desde el año 2009 sale con nuevo paso de caoba en su color, obra realizada en el taller de D. Pedro M. Benítez Carrión, en Mairena del Alcor.
La imagen de Nuestra Señora del Carmen, que procesiona cada 16 de julio, se realiza partiendo de una imagen Dolorosa que se encuentra en la Iglesia-Oratorio de San Felipe Neri, anónima del siglo XIX. La adaptación la realiza el sevillano Manuel Ramos Corona, que es la persona que realiza igualmente al Niño Jesús para colocarlo a los brazos de su madre. Esta Imagen se restaura en año 2007 por el escultor ecijano Sergio Saldaña Jiménez, su vestidor.
La talla del Santísimo Cristo de la Misericordia, es un crucificado fechado aproximadamente sobre el año 1778, de autor anónimo, poseyendo muchos rasgos utilizados en el periodo protobarroco. Procesiona en Vía crucis el 2.º sábado de Cuaresma.

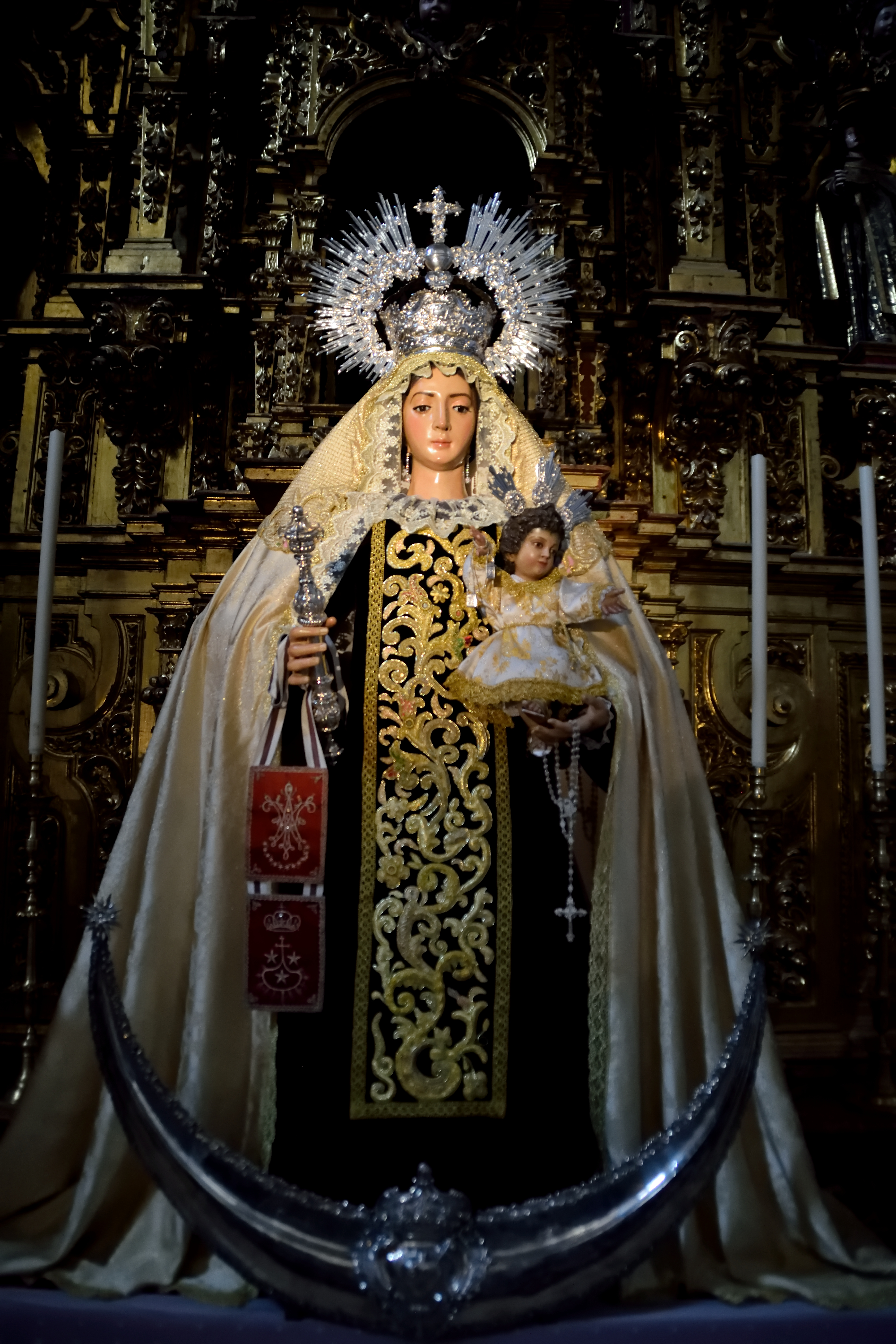
Virgen del Carmen

El principal titular de esta Hermandad, ya que es Sacramental, es Jesús Sacramentado, que el pueblo ecijano conoce como más bien "El Corpus Chico", ya que el principal se encuentra en la Parroquia Mayor de Santa Cruz. La custodia  está expuesta en el Jubileo de las 40 horas de la  Parroquia de Santa María.

## Heráldica
El escudo de la Hermandad - según consta en la Regla n.º 2 -, está compuesto de la siguiente forma:
- La cartela con el escudo del Carmelo Descalzo nos recuerda dos cosas importantes de la Hermandad. Lo primero es su estrecha relación con la espiritualidad carmelitana, espiritualidad eminentemente mariana que tiene en la Madre de Dios el centro de todo ser y actuar. El otro motivo, es por ostentar esta Hermandad entre sus Titulares a la Virgen María en el Monte Carmelo (Virgen del Carmen), y por haberse fundado dicha hermandad en un extinguido convento de la Orden Carmelita.

- La cartela con la cruz, escalera y sudario hace referencia al acta de Culto principal de la Hermandad, que es la Estación de Penitencia, en la que se da Culto a Cristo, representado en el momento en que descendido de la cruz, es depositado en brazos de su Madre.

- La Custodia ocupa el lugar central y por ello principal del escudo de la corporación. Hace referencia al carácter sacramental de la Hermandad y es por tanto su principal titular. La custodia queda rematada en un ancla marinera con el lema del Ave María en a misma; ello se debe a que Nuestra Señora del Carmen, patrona de los marineros, es la Titular de la Hermandad Sacramental, y se muestra de esta manera dicha vinculación.

- El Monte Inmaculista remata el escudo. Este lema "Sine Labe Originale Concepta", hace referencia a la Iglesia de la Pura y Limpia Concepción de María, vulgarmente llamada de Los Descalzos, lugar donde tuvo su primera Sede Canónica la Hermandad.

- El Capelo del Prelado Hispalense, es de cuatro órdenes de borlas en sinople y acoge todos estos elementos de la heráldica de la Hermandad. Fue el prelado sevillano, Excmo. y Rvdmo. Sr. D. Carlos Amigo Vallejo, el que el 19 de marzo de 1992 (Festividad de San José) aprueba las primeras Reglas. El capelo está rematado, no por la Cruz Metropolitana propia de los Arzobispos, sino por la Pontificia (triple Cruz) que remata la Torre de la Parroquia de Santa María Nuestra Señora de Écija, lugar donde surge la idea y se funda la Hermandad el 20 de febrero de 1989, y como signo de adhesión al romano pontífice en todas sus enseñanzas tal como lo juramos todos los años en la Profesión de Fe de la Función Principal de Instituto de la Hermandad.

## Túnicas
Túnica marrón, con escapulario Carmelitano y antifaz crema con el escudo de la Hermandad y sandalias negras con calcetines blancos. 
Esta vestimenta, colores y forma, se debe a la orden que residía en su sede, la Orden de los Carmelitas Descalzos. Los cirios son de color tinieblas, aunque un tramo es de color rojo (tramo Sacramental).

## Cultos
- Misa mensual último viernes de mes (excepto julio y agosto).
- Segundo sábado de Cuaresma Vía crucis penitencial con el Santísimo Cristo de la Misericordia, así como besapié. También se realiza la Función de Reglas.
- Tercera semana de Cuaresma Solemne Quinario en honor a María Santísima de la Piedad y Nuestro Padre Jesús Descendido.
- Cuarto sábado de Cuaresma besapié a Nuestro Padre Jesús Descendido.
- Tercer domingo de Cuaresma Función Principal de Instituto.
- Viernes Santo estación de penitencia.
- Triduo Sacramental (la semana después del Corpus Christi).
- Domingo de la semana siguiente del Corpus Christi salida procesional del Santísimo Sacramento.
- Del 8 al 16 de julio Novena en honor a Nuestra Señora del Carmen.
- 16 de julio Rosario de la Aurora con el estandarte de Nuestra Señora del Carmen. Por la tarde, salida procesional de Nuestra Señora del Carmen.
- En noviembre, besamanos y Función en honor a María Santísima de la Piedad.

## Paso por Carrera Oficial
| Predecesor: La Merced | Orden de entrada en Carrera Oficial (Viernes Santo) 3.º lugar | Sucesor: El Santo Entierro (Sábado Santo) |

## Curiosidades
- Ha residido hasta en 3 templos. Lo que le hace que sea la Hermandad que más sedes ha tenido.
- María Santísima de la Piedad posee un tocado que le regaló Victorio & Lucchino durante su besamanos del año 2011, al gustarle mucho la talla de la Virgen. Lo estrenó en 2012, año en que Jesús Descendido y la Virgen de la Piedad presidieron el Vía crucis del Consejo de Hermandades y Cofradías.
- En su antigüedad, María Santísima de la Piedad recibía culto bajo la advocación de "Nuestra Señora de los Dolores" y se encontraba con las manos unidas y sedente bajo un arco de ángeles.
- La Hermandad lleva en su cortejo 18 ciriales, en recuerdo de las 18 personas que fueron al entierro de Cristo.
- El Viernes Santo de 2014, fallece el que fuera primer hermano de la cofradía, párroco emérito de la Parroquia de Santa María y monseñor de Su Santidad el Papa Benedicto XVI: don Esteban Santos Peña. La Hermandad canceló el resto de actos previstos para la Semana Santa de 2014. Su capilla ardiente se dispuso en la capilla sacramental de dicha Parroquia, en la cual fue depositada ante el cuerpo Nuestra Señora del Carmen de la Hermandad de la Mortaja ataviada de luto, por primera y única vez vista así. En 2015, la barrera adyacente a la Iglesia de los Descalzos se le nombra Plazuela de Don Esteban Santos Peña.
- Celebra su XXV Aniversario Fundacional desde 2014 a 2017.
- María Santísima de la Piedad posee una corona (plata de ley) de salida de destacable valor del siglo XVIII.
- María Santísima de la Piedad y Nuestro Padre Jesús Descendido de la Cruz participan en la Magna Mariana del 11 de octubre de 2015. Lo hacen acompañados por primera vez por una banda de música: la Banda de Cornetas y Tambores de San Juan Evangelista, Triana (Sevilla). Fue el único Cristo que participó en tal acto, sin las restantes figuras del misterio.